# Gustav Friedrich Pilar von Pilchau

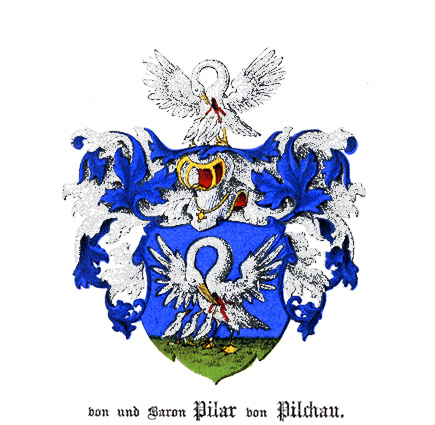
Wappen der Adelsfamilie Pilar von Pilchau

Gustav Friedrich Pilar von Pilchau (russisch Густав Фёдорович Пилар фон Пильхау, * 2. Mai 1798; † 27. Juni 1862 im Gouvernement Charkow) war ein deutsch-baltischer Adelsmann, der in Diensten des Russischen Kaiserreichs stand. Er war Generalleutnant der Kaiserlich Russischen Armee und Landespolitiker im Gouvernement Estland.

## Geschichte
Gustav Friedrich Pilar von Pilchau trat 1812 als Leutnant in den aktiven Dienst der kaiserlich-russischen Armee ein und diente im 34. Kürassier-Regiment. Er zeichnete sich besonders in den Schlachten von Smolensk und Wizebsk aus und wurde hoch dekoriert. Ein weiterer Kampfeinsatz führte ihn in die Schlacht von Borodino, während eines vorgetragenen Angriffs der russischen Streitmacht wurde er schwer verwundet. Nach dem Ende der Napoleonischen Kriege übernahm er mehrere militärische Posten. Als Oberstleutnant wurde er 1827 Kommandeur des Nowgorodschen Kürassier-Regiments. Von 1828 bis 1832 war er Kommandeur eines weiteren Kürassier-Regiments. Sein nächster Kampfeinsatz erfolgte während des Novemberaufstands in Polen, für besondere Tapferkeit wurde er abermals hoch ausgezeichnet. Im Jahre 1832 wurde er zum Generalmajor befördert. Von 1837 bis 1845 war er Chef der Kavalleriebezirke I–IV im Ukrainischen Militärbezirks. Als Generalleutnant (1844) war er von 1846 bis 1847 Kommandeur der 1. Kürassier-Division. 1850 wurde er Chef der Militärbezirke in den Gouvernements Nowogrod, Witebsk und Mogiljow ernannt. Ab 1852 war er Inspekteur der „Abteilung Militärbezirke“ im Kriegsministerium. Im Jahre 1856 nahm er seinen Abschied und verbrachte seinen Lebensabend auf seinem Gutshof im Gouvernement Charkow.

## Herkunft und Familie
Gustav Friedrich Pilar von Pilchau stammte aus einem deutsch-baltischen Adelsgeschlecht. Die Gründung geht auf Wenzel Pilar von Pilchau zurück, der 1656 als deutscher Söldner für die schwedische Krone gegen Russland kämpfte und danach in Estland verblieb. Die Eltern von Friedrich Gustav waren der Landrat und spätere Staatsrat Wilhelm Friedrich Pilar von Pilchau (1761–1819), Herr auf Jöggis, Paleifer, Orks, Pall und Kaesal in Estland und Magdalena Wilhelmine Staël von Holstein (1771–1849). Sein älterer Bruder war der russische Generalleutnant Karl Magnus Pilar von Pilchau (1798–1862). Gustav Friedrich war mit Barbara Iwanowna Dunina (1799–1890) verheiratet, sie zwei Söhne:
- Fjodor Gustawowitsch Pilar von Pilchau (russisch Фёдор Густавович Пилар-фон-Пильхау, 1835–1862), Major, keine Nachkommen.
- Nikolai Gustawowitsch Pilar von Pilchau (russisch Николай Густавович Пилар-фон-Пильхау, 1831–1886), russischer Generalleutnant, verheiratet mit Elisabeth Petrowna Gräfin Kleinmichel (russisch Елисавета Петровна Пилар-фон-Пильхау, гр. Клейнмихель, 1833–1896)
  - Nikolai Nikolajewitsch Pilar von Pilchau (russisch Николай Николаевич Пилар-фон-Пильхау, * 1855 in Sankt Petersburg)

## Orden und Ehrenzeichen
- 1812 Russischer Orden der Heiligen Anna (4. Klasse)
- 1812 Orden des Heiligen Wladimir (4. Klasse)
- 1815 Russischer Orden der Heiligen Anna (3. Klasse)
- 1831 Orden des Heiligen Wladimir (3. Klasse)
- 1831 Polnischer Militärverdienstorden „Virtuti Militari“
- 1831 Russischer Orden des Heiligen Georg
- 1837 Sankt-Stanislaus-Orden (1. Klasse)
- 1839 Russischer Orden der Heiligen Anna (1. Klasse mit Krone)
- 1851 Orden des Heiligen Wladimir (2. Klasse)
- 1855 Kaiserlich-Königlicher Orden vom Weißen Adler